# キャラヴァン作戦
キャラヴァン作戦（英語: Operation Caravan）は、第二次世界大戦中の北アフリカ戦線において1942年9月に、枢軸軍の後方連絡線地点に対して4度の同時襲撃が敢行された、アグリーメント作戦を補助する作戦であった。
各作戦はトブルク（アグリーメント作戦）、ベンガジ（ビガミー作戦）、ヤロ・オアシス（ナイスティ作戦）、そしてバルカ（マルジュ）（キャラヴァン作戦）に対するものであった。一連の中で唯一成功したものがキャラヴァン作戦であった。
作戦のいくつかを援護するとともに、長距離砂漠挺身隊（LRDG）はバルカのイタリア軍、特にその地の飛行場を攻撃することとなった。バルカに到着するため、部隊は1,155マイル（1,859キロ）を移動した。部隊の一部は飛行場を攻撃して35機の飛行機の破壊を記録し、他は兵営を攻撃した。

## 部隊と目的

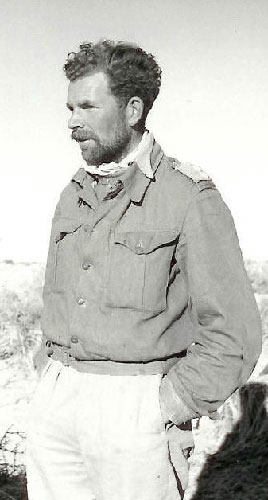
襲撃部隊指揮官のイーソンスミス少佐。

1942年9月の初め、ジョン・リチャード・イーソンスミス少佐が指揮するLRDGの2巡視分隊からなるB中隊が、「敵に最大限の損害と騒乱を引き起こす」旨の命令を受けて、ファイユームに在するエジプト内の根拠地を発った。目的地は、ベンガジから80キロ（50マイル）ほど北東の沿岸幹線道路上にあるバルカであった。イタリア・リビア植民地政府の主要な行政拠点であり、街の北東側には大規模な飛行場が存在して、そこが作戦の主要目標となった。「G1」巡視隊はJ・A・L・ティンプソン大尉、そして「T1」巡視隊はN・P・ワイルダー大尉が、2人で12台のシボレー・1533X2トラックと5台のジープ・Willys_MBに搭乗する総計47名を指揮した。
彼らにウラディミール・ペニアコフ少佐とその配下の「スパイ」、リビア・アラビア軍に属する2名のサヌーシー派が同道した。バルカ近傍に住む友人たちから敵の配置に関する情報を収集し、襲撃の1時間から2時間前にペニアコフへ報告するという、サヌーシー派の者との合意がなされていた。

## バルカのイタリア軍部隊

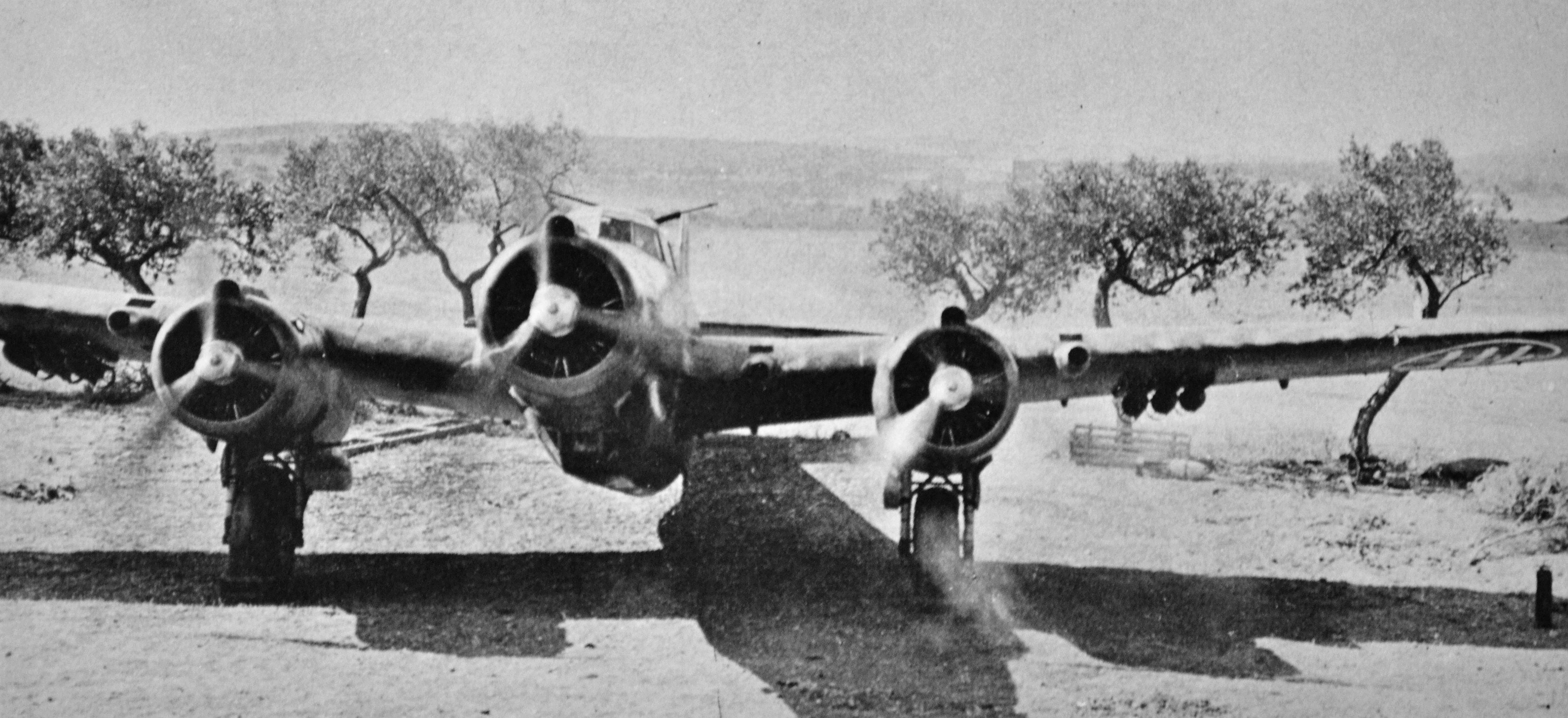
イタリア軍のカント製3発爆撃機Z.1007。（写真はシチリア島、1941年）

バルカで彼らと対峙したのが、アウトブリンド・AB.41装甲車を配備したイタリア・アフリカ警察（Polizia dell'Africa Italiana）の1個中隊、警察軍（Carabinieri Reali）の1個中隊、第8黒シャツ分隊（8ª sezione Camicie Nere）、第17機関銃大隊（XVII Battaglione Mitraglieri）、L3/35豆戦車を配備した第10軽戦車中隊（10ª compagnia Carri L）、12.7センチ砲（捕獲したイギリス軍の60ポンド砲）を配備した第51砲兵群（51 Gruppo Artiglieria）の1個砲兵中隊であった。
バルカの飛行場にはカント製3発爆撃機Z.1007bisを配備した、1個飛行中隊（Squadriglia）を欠く第35爆撃航空団（35 Stormo da Bombardamento）、カプロニ製双発偵察機Ca.311を配備した第66偵察航空群・第131飛行中隊（131ª Squadriglia, 66 Gruppo Osservazione Aerea）が在していた。他にもいくつかの騎兵・警察軍部隊や非正規のリビア兵部隊が当地域にいた。

## バルカへの旅

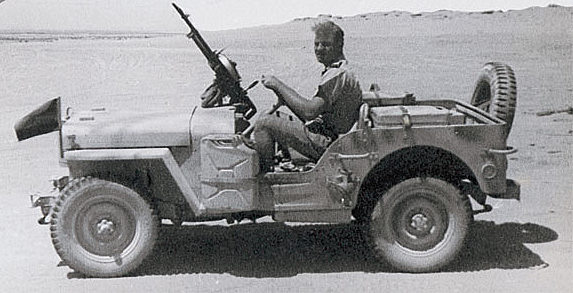
Willys_MBに乗る「G1」巡視隊のティンプソン大尉。泥除けの上に、巡視隊指揮役を示す緑旗が据えられている。

LRDGは他の作戦にも関わっていたので、外地の路上での密集を避けることが肝要であった。B中隊のために選ばれた経路は砂海を2度縦断する、1,850キロ（1,150マイル）に及ぶ往航の旅であった。Willys_MBは約1,448キロ（900マイル）、シボレー車は約2,414キロ（1,500マイル）の間を「自給」したので、重車輛部門からの2台のマック・10トントラックが同道し、最初の322キロ（200マイル）分の全燃料を補給することとなった。再度の補給が第1週の後に、「ハワードの道程標」と呼ばれる場所でB中隊が、重車輛部門からのさらなる2台のトラックと落ち合った際に行われた。
3日目に、近衛連隊（「G」）巡視隊を不運が襲った。ティンプソン大尉のジープは急峻な砂丘を駆け上って逆さまに転覆し、ティンプソンと運転手のトーマス・ワン隊員はロッキード・ハドソン機での撤退を余儀なくされた。ジャック・デニス軍曹が「G1」巡視隊の指揮を引き受けた。

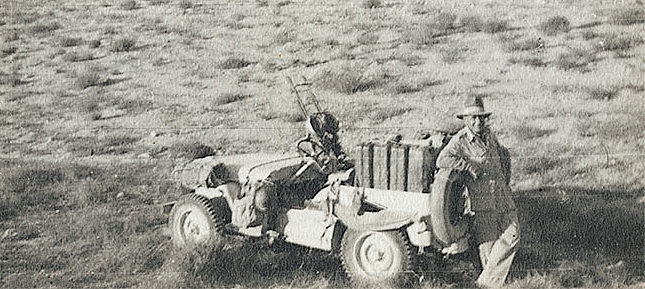
特徴となっていた帽子を着用し、バルカへ向かうペニアコフ少佐。ジープに積まれた2連のヴィッカース・K型銃と、燃料缶に注目。

9月13日、LRDGはバルカの24キロほど南方にあるベニアに到達し、丘陵上の林地帯の中に野営を設置した。11日間を要した1,858キロの旅路であった。1台のトラックが後方の「G5」合流地点に、少量の糧食や水の補給物資とともに隠されていた。その日の残りに各トラックは茂みの中に隠され、一方で各要員は武器と爆発物の用意を整えた。午後3時にイーソンスミス少佐が、街の造りを知っていたペニアコフ少佐の助力を得て最終の打ち合わせを行った。「T1」巡視隊は主目標であった飛行場を攻撃し、一方で「G1」巡視隊はバルカから3キロ南西のカンポ・マデレーナ兵営主要部、そして街の南の鉄道駅を攻撃して陽動を行うこととなっていた。
LRDGには知られざるところとして、彼らは道中で目撃されており、数度の警告がバルカ地区の司令部へ伝えられていた。司令官のピアッティ・デル・ポッツォ将軍は空と陸の偵察を命じ、また予想された攻撃に対抗するべく他の準備を行っていた。LRDGの巡視隊は念入りに偽装を施しており、木々の中にあって見つかっていないと信じていたが、隊はカプロニ・Ca.311機によって発見されており、そちらは近傍の騎兵部隊司令部へ伝言を投下した。

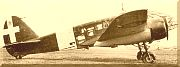
イタリア軍のカプロニ製Ca.311偵察・爆撃機。

夕暮れに部隊は行動を開始し、道中に電話回線を切断した。街の外延部付近で彼らは警察検問所において歩哨から誰何を受け、相手を武装解除して捕虜とした。調査におびき出された1人のイタリア軍下士官が銃撃を受けて戦死し、近傍の建物群が数個の手榴弾で攻撃を受けたものの、後に護衛は逃げ去った後であったと判明した。
この交戦の間に車列が停止したところ、「T1」巡視隊のブレダ機関銃積載トラックが無線トラックの後部と衝突し、ラジエーターを壊した。このトラックは装備を外して放棄せざるを得ず、乗員は他のトラックに加わった。無線トラックは続行可能であったものの、ブレダ銃の火力を失ったことは部隊の妨げであった。加えて、「G1」巡視隊の1台が岩に衝突してサンプを壊し、こちらも装備を外して放棄された。攻撃後の集合地点として機能するため、「T1」巡視隊の無線トラックは車列から別れて、（バルカからおよそ12キロ南東の）シディ・セリムの平原に停車した。このトラックはまた、継続的に無線を確認して、当夜にベンガジに向けた作戦（ビガミー作戦）を遂行しているデイヴィッド・スターリング中佐のSAS部隊からの伝言を受けることとなった。
午後11時に、巡視隊は東のバルカへと向かう幹線道路に到達し、枢軸軍の車列を装うべくヘッドライトを最大限に照らした。バルカへと続く傾斜地の頂上で、彼らは停車して道路の両側を護っている、2輌のL3/35豆戦車に行き会った。LRDGの車両群はその場を駆け抜けながら、激しい機関銃の斉射を開始した。豆戦車の乗員は当夜に道路の往来が禁じられていることを知っていたはずであったが、彼らは不意を衝かれた。真夜中頃にLRDGはバルカ外の交差点に至り、2巡視隊は各自の任務を遂行するため袂を分かった。イーソンスミス少佐からは2時間を割り当てられており、彼は2台の司令部ジープとともに独自にバルカの周辺を巡り、適した目標を探すこととなっていた。ペニアコフ少佐と近衛連隊（「G」）の無線トラックは、LRDGの撤退を止めようとする何かしらの試みへ対応するために交差点に留まった。

## 飛行場への攻撃

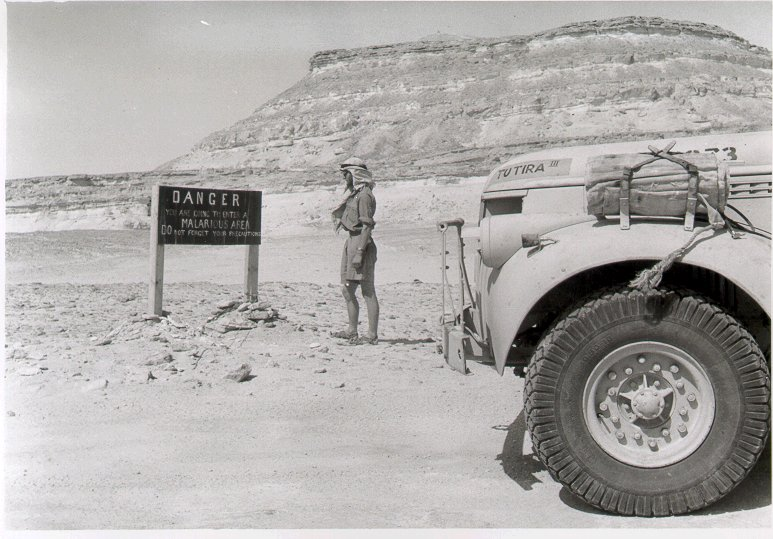
「T1」巡視隊の「トゥ・ティラ3」トラックは、バルカ飛行場の攻撃時にワイルダー大尉が運転した。

バルカの北にある飛行場へ向かうため、「T1」巡視隊は主道路を用いて、街の東側に沿って移動した。イタリア軍のとある自動化部隊が脇を通って行き、友好的な挨拶が交わされた。部隊が飛行場に差し掛かると、ワイルダー大尉は馴染みの車両「トゥ・ティラ3（Tu Tira III）」を運転したかったので、指揮官のジープを後にした。当トラックに乗っていた他の者は、パーカーとホランドの両隊員であった。飛行場の入口近くで巡視隊は数名の歩哨に誰何され、そちらは撃ち倒された。飛行場の門に近寄ると、そこが閉ざされているものの未施錠であることが判明した。ワイルダーが門を開き、トラック群は飛行場に乗り込んだ。最初に遭遇した目標は、52缶の航空燃料を積んだトラックとトレーラーの1編成であった。機関銃の斉射でそれらは火の玉と化し、飛行場のほとんどを照らし出して、部隊が動き回る路を見出しやすくした。
イタリア軍は攻撃を予想していたものの、主道路から到来する車輛群がそれを行うことが可能とは考えていなかった。代わりに彼らは、南方から攻撃を仕掛ける歩兵部隊への反撃を準備していた。結果として、「T1」巡視隊はほとんど反撃に遭わずに攻撃を開始することができた。次の目標はコンクリート製の管理用建物で、これも士官用営舎や兵舎のための場所であった。窓から数個の手榴弾が投げ込まれて、内部で火災を発生させた。格納庫や他の建物、またいくつかの輸送自動車が銃撃を受け、44ガロン・ドラム缶の燃料集積所が破壊された。
飛行場本体では、「T1」巡視隊は1列を形成して時計回りに進み、曳光弾や発火性、爆発性の弾薬の組み合わせで停留中の爆撃機を銃撃した。「T1」巡視隊が用いた火器は303口径の空冷式ブローニング銃の3組、50口径のヴィッカース重機関銃が2丁、2丁が1組にされた303口径のヴィッカース・K型銃で、どれもトラックの後部仕切り、あるいは助手席の扉側柱に据えられた回転銃架を用いていた。これらの火力に加えて、「T1」巡視隊のマーリン・クロウ伍長は「ノーベルのゼリグナイト」（「808」としても知られる）から造られた小型の時限式発火爆弾を工夫していた。クロウとイーランズが列の最後尾の車両「テ・パキ3（Te Paki III）」に搭乗しており、箱一杯の爆弾を備えていた。まだ炎上していない飛行機に差し掛かると、2名は飛び降りて各飛行機へ走り、燃料タンクの上となる主翼上部に爆弾を設置した。信管が反応し飛行機が爆発炎上したので、両人は地面へ飛び伏せなければならなかったとクロウ伍長は述べた。

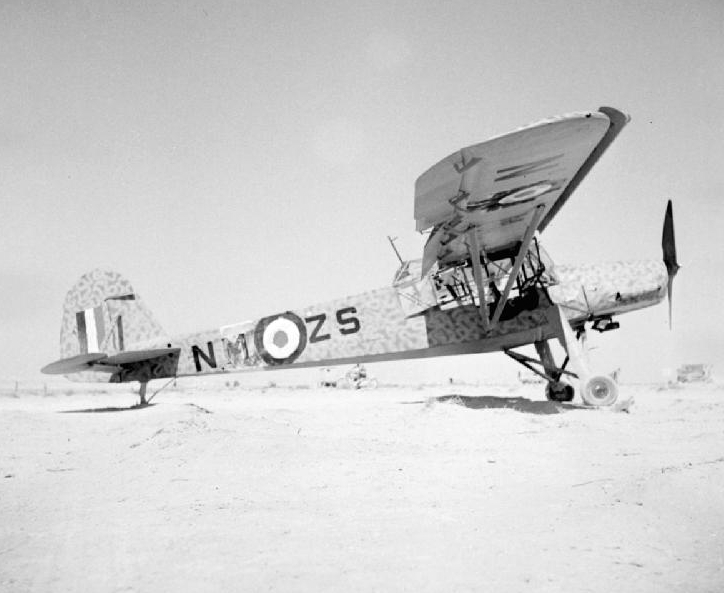
北アフリカ戦線のフィーゼラー製「シュトルヒ」機。（写真はイギリス軍に捕獲された機体。1942年頃）

少なくとも10機の飛行機が、この形で破壊された。クロウとイーランズは全くの無傷で退避した。
「T1」巡視隊は飛行場でおよそ1時間を費やしたにもかかわらず、ニュージーランド軍人側は誰も撃たれることなく、その車輛はいずれも行動不能となることはなかった。LRDGの運転手たちは高速での機動に熟達しており車輛を難しい目標となし、また同時に射撃手たちは正確で高度に集中させた射撃を続ける術を弁えていた。部隊に損害がなかった理由たりうるもう一つの要因は、当飛行場を防衛していた多数の対空砲が、地面に水平に射撃できなかったというものであった。
ワイルダー大尉が記した作戦後報告では、イタリア軍を以下のように観察した。
ワイルダーの報告に基づいて、「T1」巡視隊は32機の主として爆撃機を破壊し、あるいは損傷させたと考えられた。イタリア軍の公式の数字は、16機が破壊され7機が損傷を受けたと見積もっている。

## その後

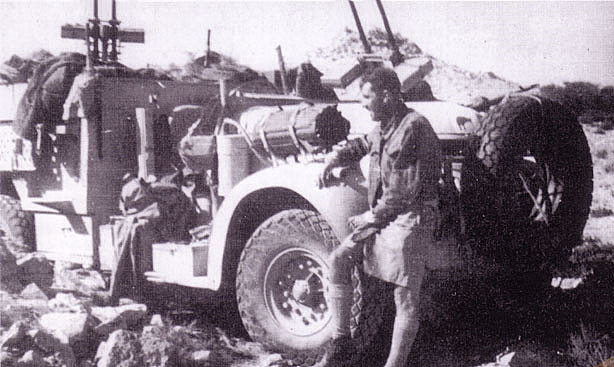
キャラヴァン作戦の後、後退中の「T1」巡視隊のシボレー製トラック。

攻撃の後、2巡視隊は再集結地点で合流した。その折には10名の人員、3台のトラックと1台のジープが失われていた。9月14日の夜明け前、シディ・セリムの南の警察詰所近くで、LRDGは待ち受けていた敵からの攻撃を受けた。3名が負傷し、1台のトラックが牽引を必要とする程度の損傷を被った。当のトラック、そして前に損傷を受けていた別の2台は――備品を移した後に――放棄され、破壊のために時限式爆発物が仕掛けられた。
部隊は帰投を続行したが、そこでもう1台が故障した。部隊は敵に発見され、夕暮れが到来するまで航空攻撃を受けた。その時点で、1台のトラックと2台のジープを除いた全てが破壊されていた。
部隊の10名は、車両1台が残されていたビル・エル・ゲラリへと徒歩で移動するべく発った。部隊の医官が残ったトラック、そして1台のジープに負傷者を載せて利用した。ジープは道中に放棄したものの、彼らは9月15日にビル・エル・ゲラリへ、次いではカランシオ砂海近くの着陸地点へと到達し、そこで別のLRDG巡視隊を見出した。その後、イギリス空軍（RAF）が負傷者をクフラへと移送した。
14名からなる別の1隊は、もう1台のジープで糧食と水を運び、徒歩で出立した。128キロ（80マイル）ほどを移動した後、9月17日に彼らはLRDGの「S2」巡視隊と遭遇した。当地域の捜索で、最初の徒歩組から8名が見つかった。2名の行方不明者は後れを取り、合流地点への到達の見込みがないと考えて、北へと方向を転じていた。9月20日に彼らはアラブ人の野営地を見出し、イタリア軍に捕虜とされた。その折には彼らは徒歩で240キロ（150マイル）以上を踏破していた。別のLRDG巡視隊「S1」が、バルカを徒歩で離れた襲撃部隊の2名と落ち合った。
当作戦における役割に関して、いくつかの勲章授与があった。イーソンスミスとワイルダーは殊功勲章（DSO）を受けた。ローソンは戦功十字章（MC）を、クロウ、ティペット、ドブソンは戦功章（MM）を受けた。

## 注記